# تعداد جمهورية التشيك 2021

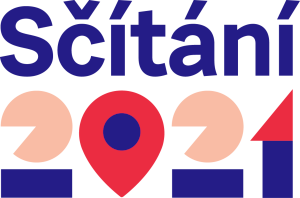
شعار التعداد

تعداد جمهورية التشيك 2021 (بالتشيكية: Sčítání lidu, domů a bytů 2021 v Česku) من المقرر عقده بين 27 مارس و9 أبريل 2021. يتم إجراؤها من قبل مكتب الإحصاء التشيكي. قد يؤدي عدم استكمال التعداد إلى غرامة قدرها 10.000 كرونة تشيكية.